# 权术
權術或稱權謀，是君主或者領導人為達目的、而使用的權謀智巧的手段，這種手段往往涉及操縱他人和欺騙，且有時未必正當。
所謂的心機與權術息息相關。另外權術常與政治相關，但權術並非政治的核心，權術的使用也未必僅限於狹義的政治領域；此外，權術、心機、算計等，被認為是站在誠信的對立面，如《宋史‧徐誼傳》就提到徐誼曾上奏說：「上古三代的聖王，他們有的是至高的誠信，而不用權術。因此若把誠信推到最高，就可以讓品德達到與天齊平的程度。」

## 欧美
歐美的权术观主要以意大利文藝復興時代的思想家馬基維利为代表，其权术观主要在其鉅著《君王論》中，有“实力原则”、“不择手段”、“双重角色”等要點。
馬基維利提出，君王應該要「獅子般兇猛」與「狐狸般狡猾」，唯有依靠自身的實力，才可解決統治危機。君王如果希望鞏固自己的實力，就不要受任何道德準則的束縛，政治無道德，應不擇手段去實現自己的目的。君王務必把要負責任的事情委諸他人辦理，出錯時將責任推卸乾淨，並把布惠施恩的事情由自己掌管，讓臣下感激不盡。此外，君王要使臣下感恩戴德之外，也得要避開諂媚的奸佞小人。
時至今日馬基維利主義（英語：Machiavellianism），在政治哲學中是一個假想的貶義詞。心理學上也有馬基維利主義。

## 中國
在中國史上政治界必備的權術，也可以稱之為「為人之道」、「馭下之道」、「迎上之道」。
中國的權術觀主要以法家代表。法家分“法”（商鞅）、“術”（申不害）、“勢”（慎到）三派，三派都有權術成分，而申不害的「術」，即完全是權術。 韓非的《韓非子》一書中，則將三派集大成，尤其韓非的權術觀點，也融合了道家思想。
韓非的權術是一種君王“潛御群臣”的策略，分為積極之術（如「任能為官」）和消極之術（如老子「國之利器不可以示人」 ，還有故意說反話，「倒言反事」來試探臣下等）。